# Jean François Oth

Jean François Oth (ca. 1960)

Jean François Michel Oth (* 19. Oktober 1926 in Virton (Belgien); † 1. Februar 2003) war ein belgischer Chemiker und Professor an der ETH Zürich.

## Leben
Jean François Oth studierte ab 1944 an der Universität Lüttich Chemie. 1953 wurde er zum Forschungsbeauftragten der Institution pour la recherche scientifique ernannt, 1954 zum Assistenten für physikalische Chemie. 1955 doktorierte er mit der Arbeit auf dem Gebiet der hochpolymeren Lösungen. 1955 und 1956 arbeitete er an der Cornell University mit P. J. Flory zusammen. 1957 kehrte er als Assistent für physikalische Chemie an die Universität Lüttich zurück. Von 1959 bis 1963 wirkte er als Senior Staff Scientist im Forschungsstab des Chemiekonzerns Union Carbide in Brüssel, wo er seit 1963 Leiter der Gruppe physikalisch-organische Chemie war. Oth wurde 1969 zum ordentlichen Professor für Chemie an der ETH Zürich ernannt. In den Jahren von 1982 bis 1983 war er Vorsteher des Laboratoriums für Organische Chemie der ETH Zürich. 1994 emeritierte er.

## Forschung
In der Lehre trug Oth während vieler Jahre die Verantwortung für die Ausbildung der Studierenden in physikalisch-organischer Chemie. Als Forscher hat er sich erfolgreich um die detaillierte Aufklärung der Mechanismen von organischen Reaktionen verdient gemacht, vielfach durch Einsatz von selbst entwickelten Instrumenten. Aus der für ihn typischen Kombination von großem theoretischem Verständnis und einem außergewöhnlichen technischen Geschick sind Resultate hervorgegangen, die internationale Anerkennung gefunden haben.